# 二馬力
株式会社二馬力（にばりき）は、かつて存在した、宮崎駿が1984年4月に設立した個人事務所、および1997年に設立して2004年に前者を吸収合併した東京都武蔵野市御殿山に本店を置いた日本の企業。主に著作権関連の管理を行う。

## 概要
社名の由来は、宮崎の長年の愛車であったシトロエン・2CVの愛称。当初は宮崎駿がスタジオジブリを離れ、年寄り連中を集めて好き勝手に動画を作るのが目的だった。
スタジオぴえろを辞めてフリーになった押井守が一時期、居候していたことがある。
映画『風の谷のナウシカ』のヒットによる版権収入を元に、1987年『柳川堀割物語』を製作。
1984年当初、事務所は杉並区に置かれていたが、1998年6月、小金井市のスタジオジブリ近隣に建設した個人事務所兼アトリエ「豚屋」に移転した。
2016年2月25日に開催された株主総会においてスタジオジブリとの合併が決議され、同年4月1日付をもってスタジオジブリに吸収合併され解散した。